# Esprit gaulois
Esprit gaulois, franska för "gallisk (gammalfransk) anda", den för åtskilliga franska författare, i synnerhet under medeltiden och 1500-talet, utmärkande tonen av grovkornig uppsluppenhet, vilken har ansetts utgöra en folklynnets arvedel från de gamle gallerna, sådana som dessa beskrivs av Julius Caesar i De Bello Gallico.